# Joseph Sec
Joseph Sec (Cadenet, 1716 - Aix-en-Provence, 1794) était un bourgeois, un jacobin et un pénitent gris d'Aix-en-Provence. Il exerçait la profession de maître menuisier et de marchand de bois.
Il est resté célèbre pour avoir réalisé en 1792 au n° 8 de l'avenue Pasteur un imposant monument allégorique, connu également sous le nom de mausolée Joseph Sec, dédié à la municipalité de la ville « observatrice de la loi ». Ce monument est classé au titre de monument historique par arrêté du 10 mars 1969.

## Biographie

### Les débuts
Joseph Sec naît à Cadenet le 27 janvier 1716 de Philippe Sec, ménager, et d'Élisabeth Bosse, dans une famille semble-t-il de classe moyenne, voire cossue. Le père possède alors une douzaine d'hectares en propriété. Le frère de Joseph, Jean Sec, sera nommé troisième consul, sa sœur, Élisabeth Sec, devient religieuse au couvent du Bon-Pasteur à Aix.
C'est dans ce contexte que, à 17 ans, Joseph Sec devient apprenti-menuisier le 21 septembre 1732 auprès de Claude Routier, un sculpteur de retables. Le 1er février 1741, à l'âge de 26 ans, il résilie son contrat et devient maître menuisier le 4 février de la même année. On ne peut dire s'il fit le tour de France en tant que maître nouvellement nommé, mais l'hypothèse est très vraisemblable. Il devient ensuite marchand de bois de construction. Sa fortune va venir de sa construction d'une partie de quartier dans le nord de la ville d'Aix, faisant de lui un réel promoteur.

### Sa mort
À sa mort, survenue à Aix-en-Provence le 23 février 1794 (5 ventôse an II) à l'âge de 78 ans, Joseph Sec laisse une fortune estimable, consistant en plus de 115 000 livres et 17 maisons et immeubles à Aix.

## Le monument de Joseph Sec
Comme le rappelle Michel Vovelle, professeur à l'université de Paris I, Institut d'histoire de la révolution française, « le décor sculpté et figuré de son monument se présente comme un hymne à la loi, et au droit nouveau. Une soixantaine de motifs, empruntés à l'héritage de l'Ancien et du Nouveau testament, comme à la symbolique maçonnique puis à celle de la république française, nous introduisent, lorsqu'on en décrypte le sens, à l'univers mental à base de syncrétisme religieux d'un initié, qui identifie sa propre aventure, et son ascension, à celle de l'humanité, depuis la chute originelle, jusqu'à sa régénération ».
En 1792, il achève ce monument cénotaphe non loin de l'hôpital Saint-Jacques, classé monument historique en 1969. D'architecture révolutionnaire, le monument, connu aujourd'hui sous le nom de monument Joseph-Sec ou mausolée Joseph-Sec, emprunte des éléments décoratifs à la Bible, au Nouveau Testament et à la symbolique maçonnique. Il est probable que Sec ait fait appel à un professionnel pour le seconder, Barthélémy Chardigny, vraisemblablement l'auteur de plusieurs bas-reliefs.

### Le monument principal
L'édifice pyramidal est dominé par la statue casquée de la Loi sous les traits de Thémis, déesse du Droit et de la Justice. Sur le piédestal de Thémis est représenté le profil de Louis XVI.

#### Côté rue
La façade principale du monument présente la statue de Moïse tenant les tables de la loi, encadrée par les allégories de l'Afrique, symbole de l'esclavage, et de l'Europe, symbole de la liberté. Quatre cartouches complètent le frontispice.

Statues et cartouches de la façade
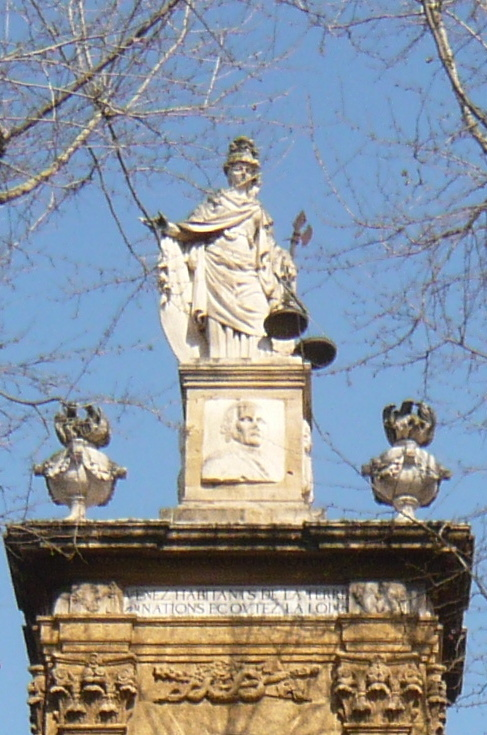
Thémis, Louis XVI et le cartouche supérieur
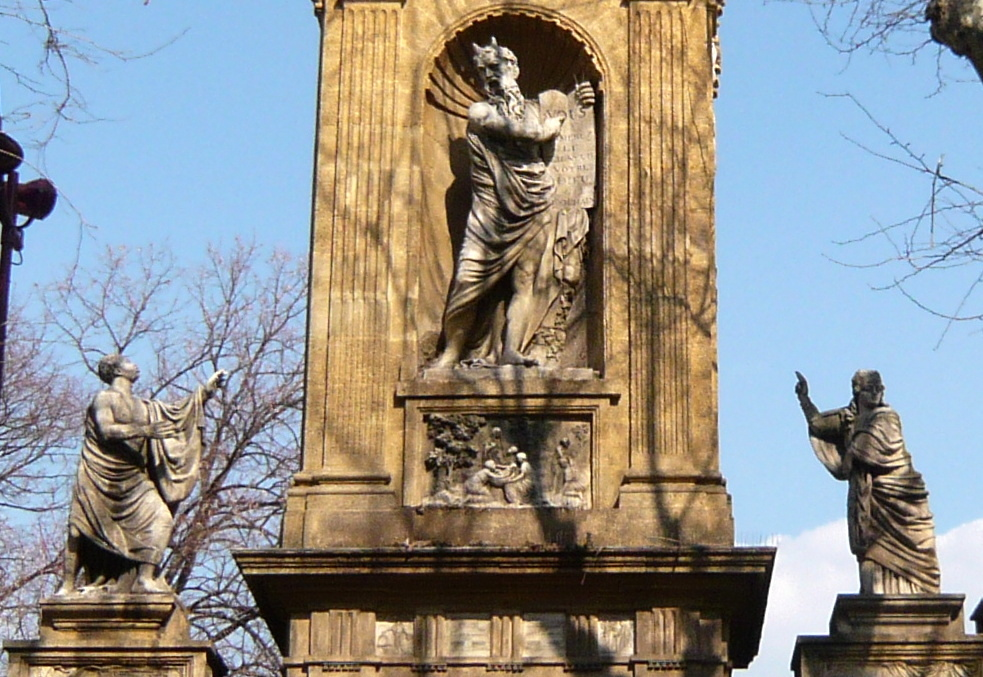
Moïse encadré par l'Afrique et l'Europe
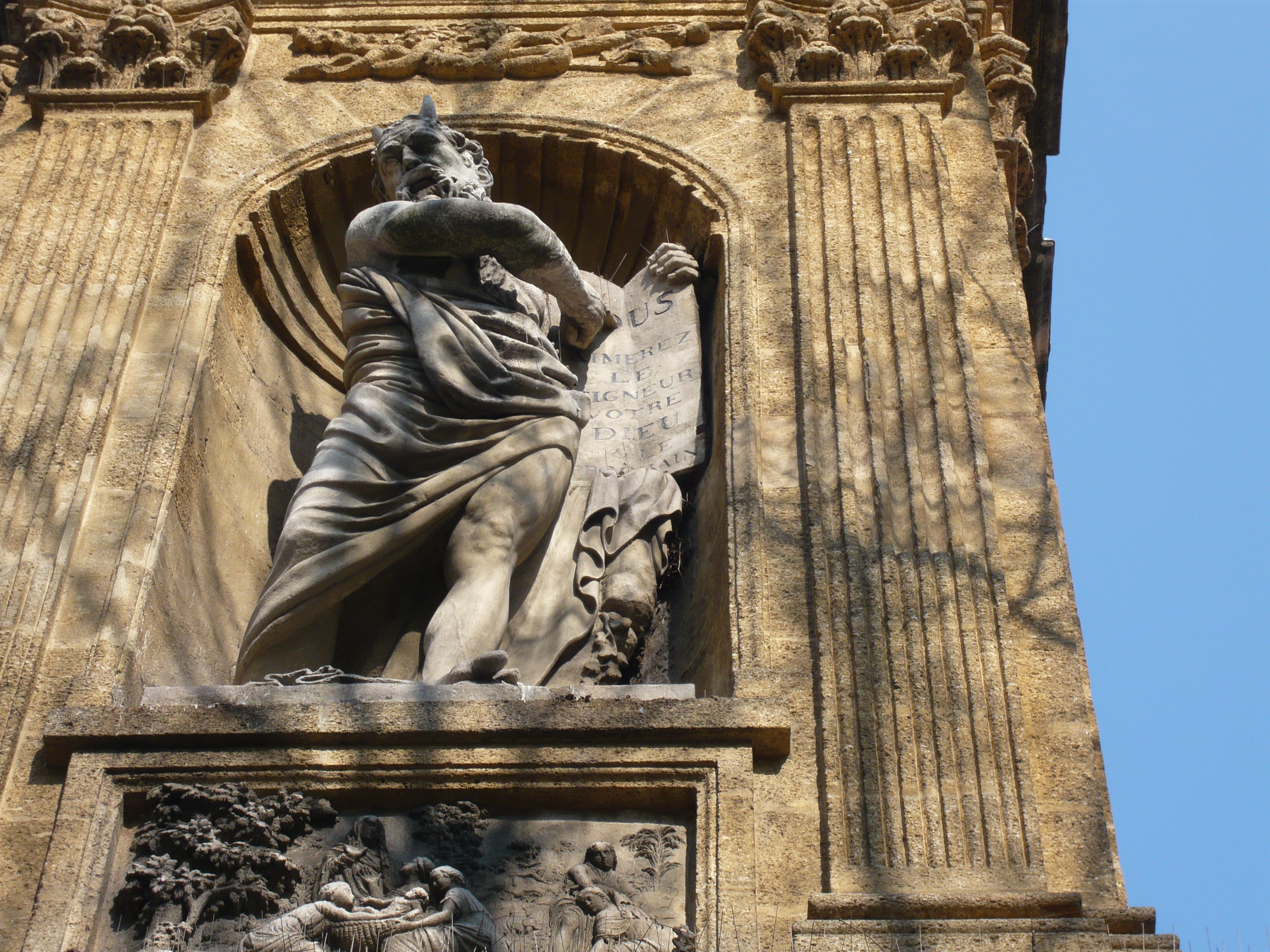
Moïse tenant les tables de la loi
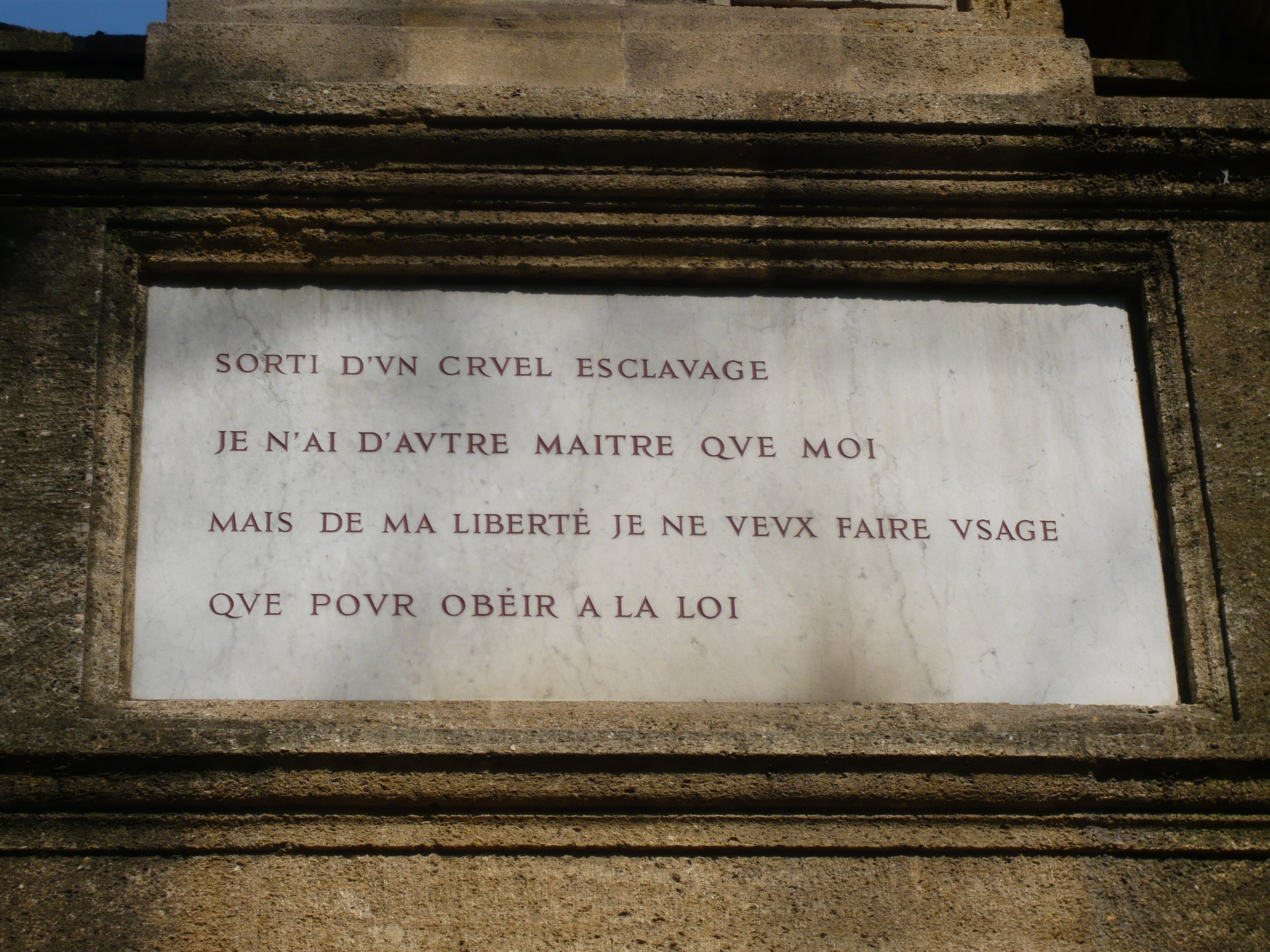
Cartouche du piédestal de l'Afrique
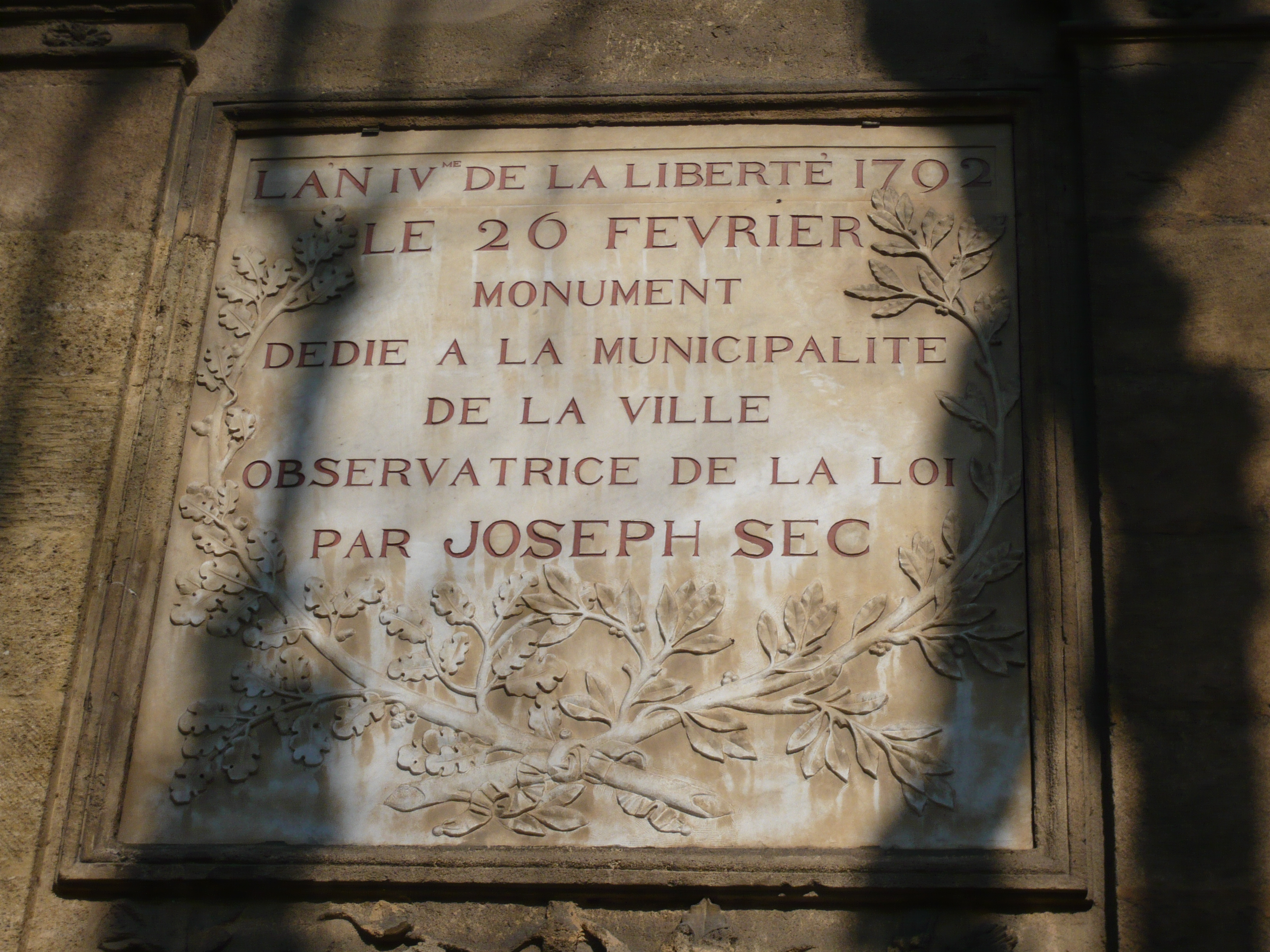
Dédicace centrale
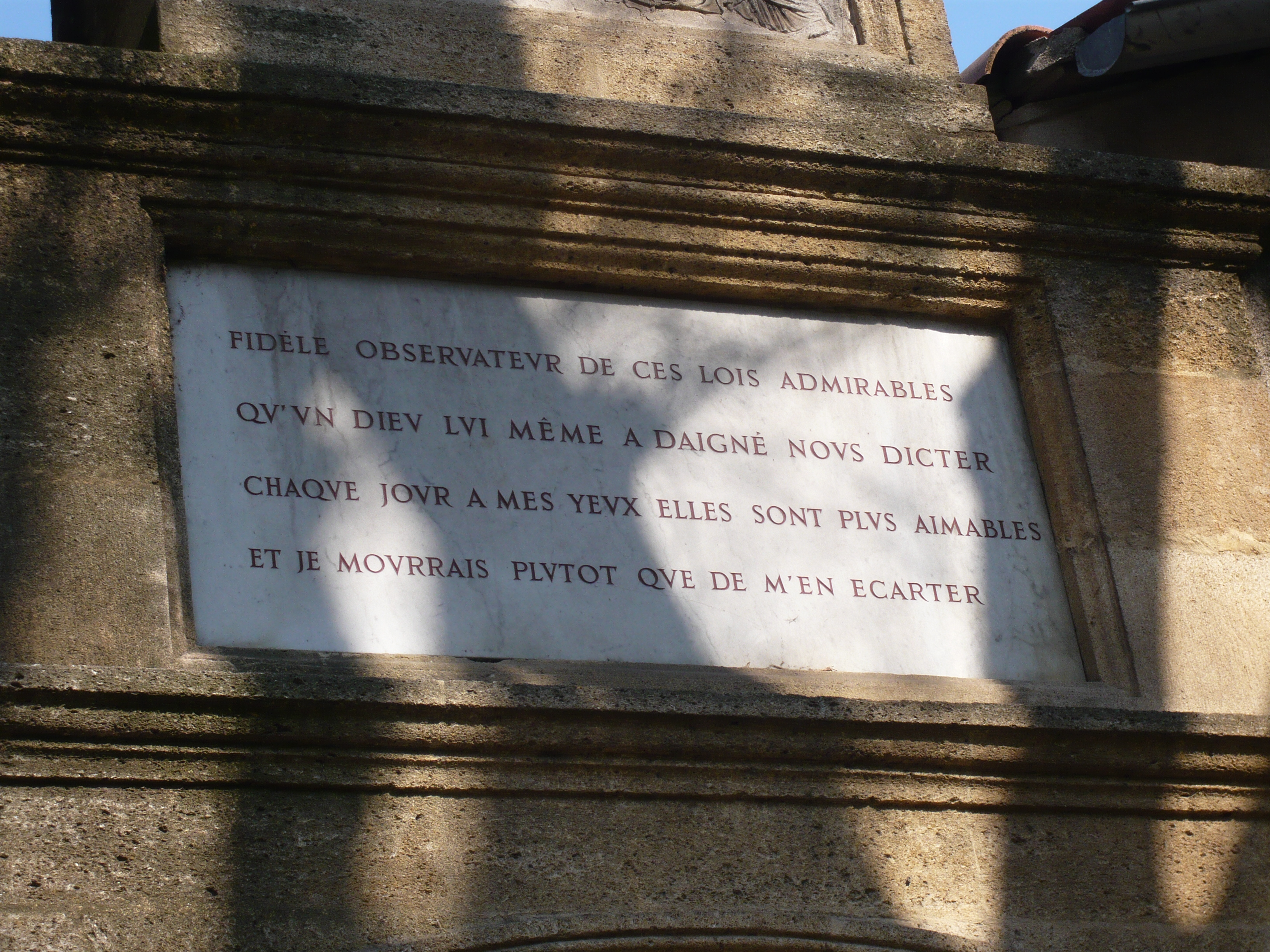
Cartouche du piédestal de l'Europe

Sont gravés les textes suivants :
- VENEZ HABITANTS DE LA TERRE / NATIONS ÉCOUTEZ LA LOI

(cartouche supérieur)
- VOUS AIMEREZ LE SEIGNEUR VOTRE DIEU ET LE PROCHAIN

(tables de la loi de Moïse)
- SORTI D'UN CRUEL ESCLAVAGE
JE N'AI D'AUTRE MAÎTRE QUE MOI
MAIS DE MA LIBERTÉ JE NE VEUX FAIRE USAGE
QUE POUR OBÉIR À LA LOI

(cartouche du piédestal de l'Afrique)
- L'AN IVME DE LA LIBERTÈ[12] 1792 LE 26 FEVRIER MONUMENT DEDIE A LA MUNICIPALITE DE LA VILLE OBSERVATRICE DE LA LOI PAR JOSEPH SEC

(cartouche de la dédicace)
- FIDÈLE OBSERVATEUR DE CES LOIS ADMIRABLES
QU'UN DIEU LUI-MÊME A DAIGNÉ NOUS DICTER
CHAQUE JOUR À MES YEUX ELLES SONT PLUS AIMABLES
ET JE MOURRAI PLUTÔT QUE DE M'EN ÉCARTER

(cartouche du piédestal de l'Europe)

#### Côté jardin
Une statue de Saint Jean Baptiste est disposée symétriquement à celle de Moïse.

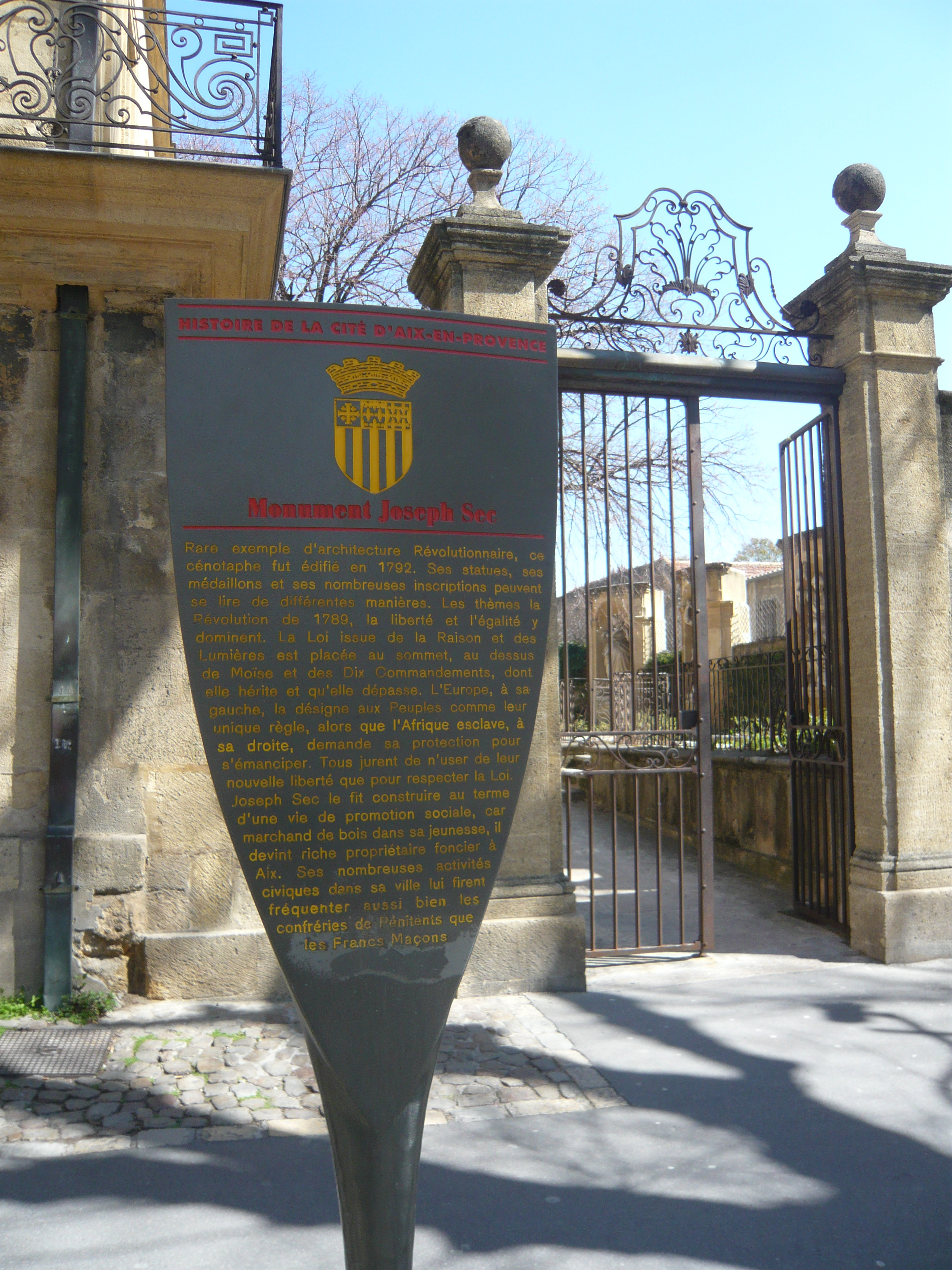
Potelet d'information et grille d'entrée du jardin
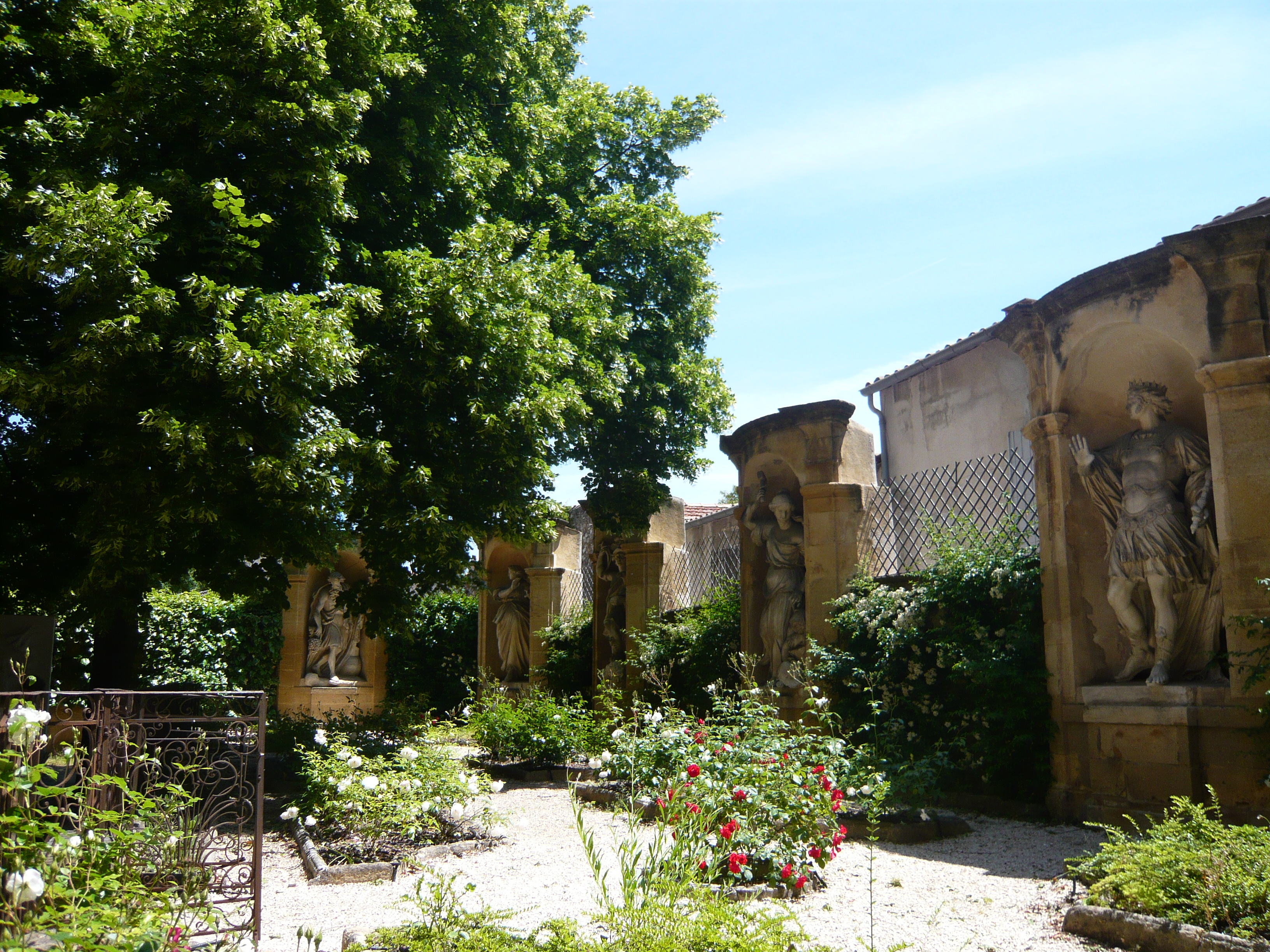
En entrant dans le jardin... (à droite)
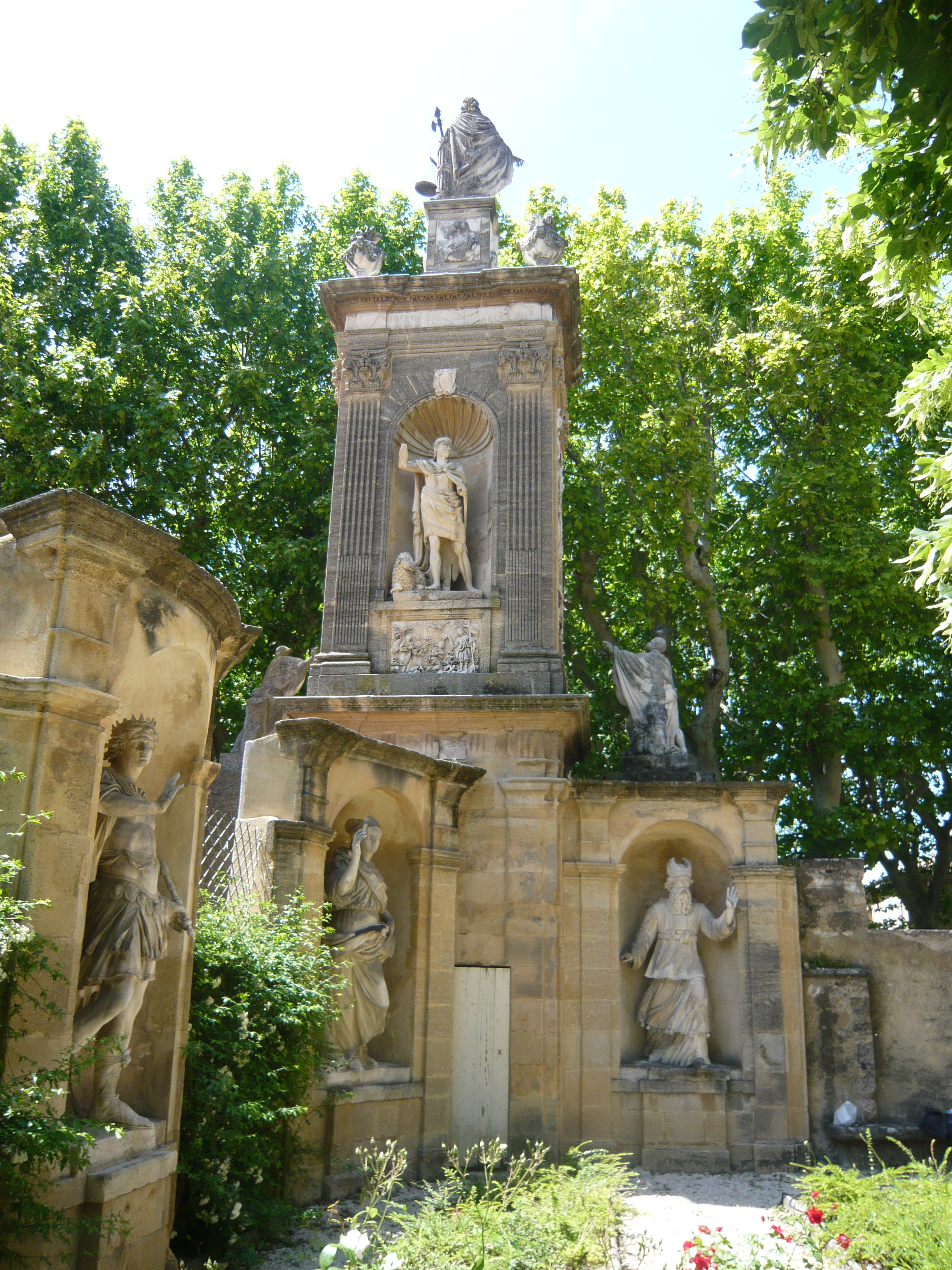
Monument de Joseph Sec côté jardin
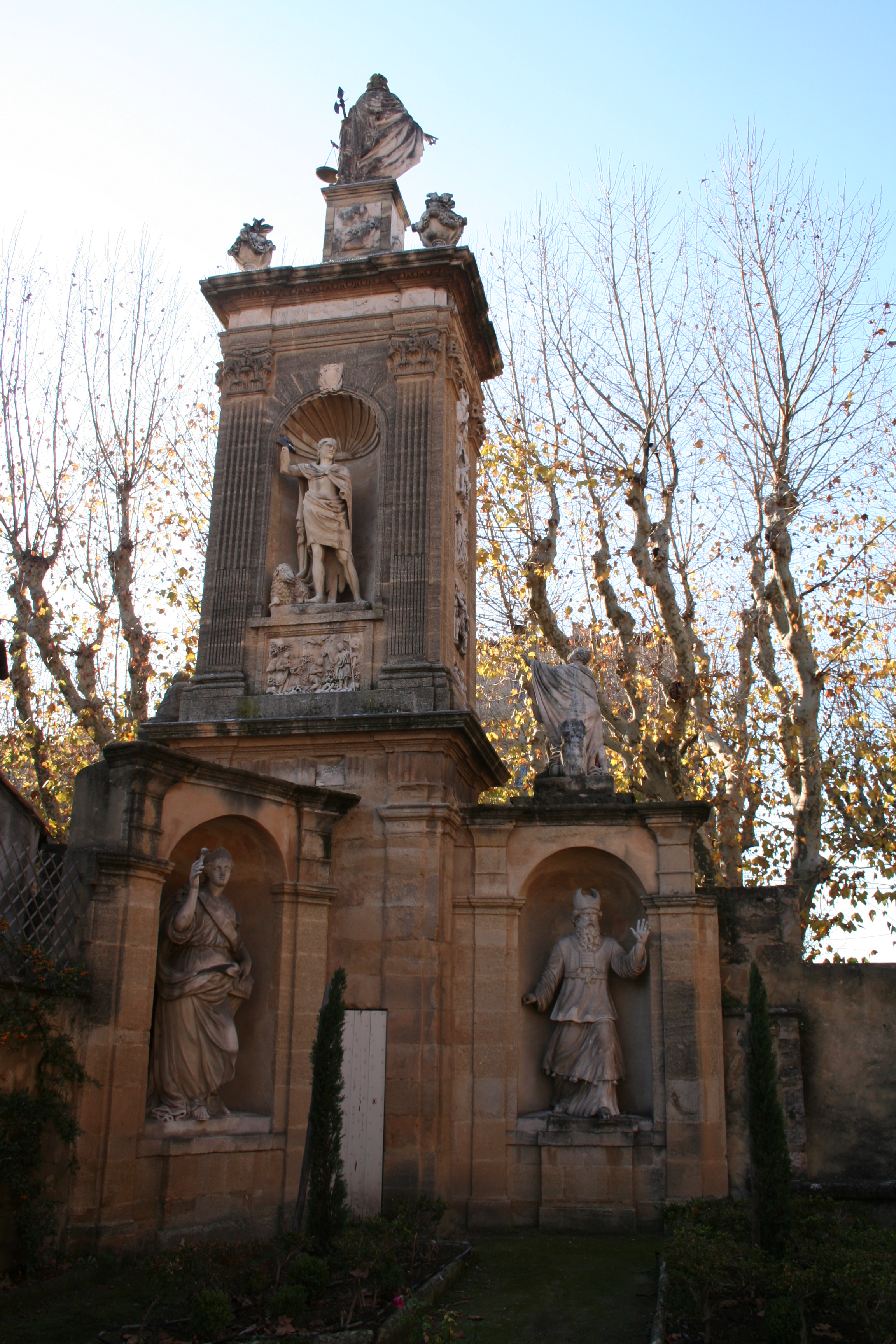
Saint Jean-Baptiste au-dessus de Déborah et Aaron
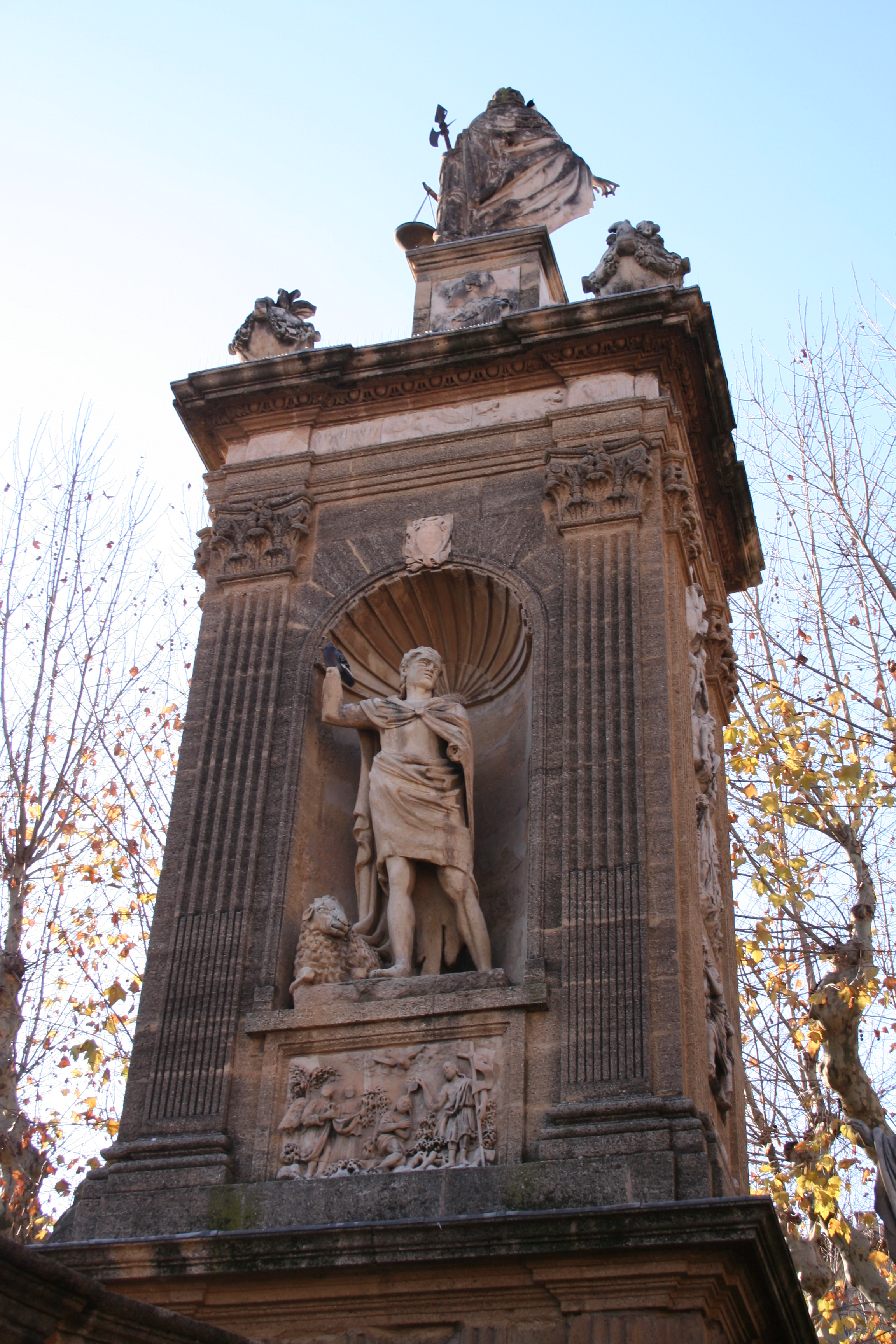
Saint Jean Baptiste
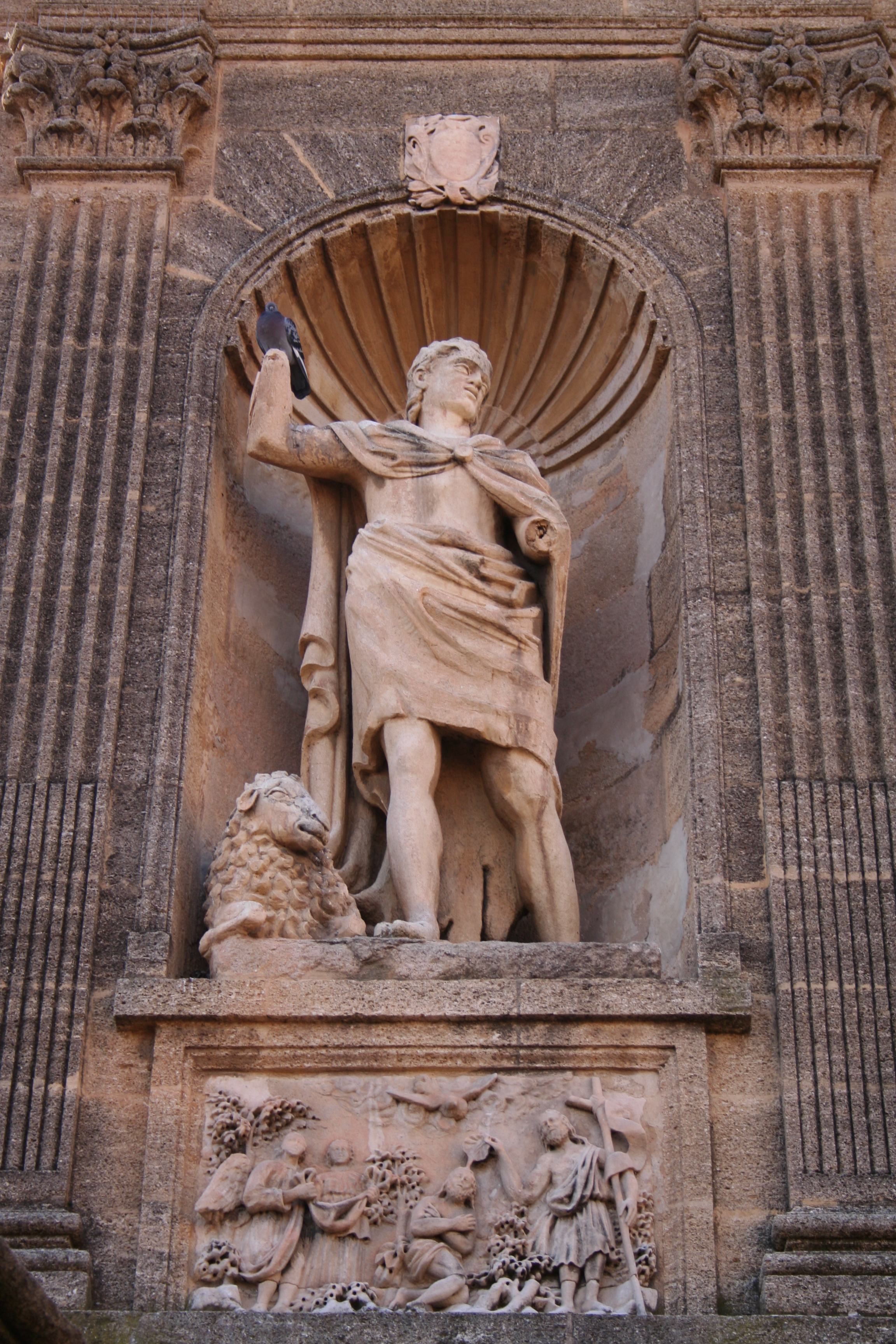
Saint Jean-Baptiste

Ce genre de monument est extrêmement rare en France du fait des dégradations post-révolutionnaires, auxquelles il a échappé. Paul Mariéton indique qu'on pouvait y voir, encore à son époque (1894), un plâtre peint représentant un homme grandeur nature, nu, ayant au front une cicatrice sanglante. Sculpté par Chastel, il aurait été déposé là par Joseph Sec en mémoire d'un ouvrier tué par une pierre alors qu'il travaillait au mausolée.

### Le jardin et sa galerie de statues
Le jardin comporte sept statues d’environ 2,30 m de hauteur, à demi abritées dans des niches. Elles représentent des personnages de l'Ancien Testament : quatre personnages masculins, tous ancêtres de la Vierge et du Christ, alternent avec trois personnages féminins reliés par le thème des femmes fortes.
Ces sculptures en pierre de Calissane ont été réalisées par Pierre Pavillon entre 1663 et 1670. Elles faisaient partie d’un programme de huit statues destiné à orner la chapelle des Messieurs au collège des Jésuites d’Aix afin de rendre gloire à la Vierge.
Un siècle plus tard, par un arrêt du parlement de Provence de 1763, les Jésuites doivent quitter le collège et tous leurs biens sont remis à la ville d’Aix, qui fait procéder à leurs ventes. Joseph Sec se porte acquéreur de l’ensemble des statues, excepté celle figurant Esther, dont la trace se perd.

Œuvres de Pierre Pavillon, acquises par Joseph Sec en 1763 (de gauche à droite, en entrant dans le jardin)
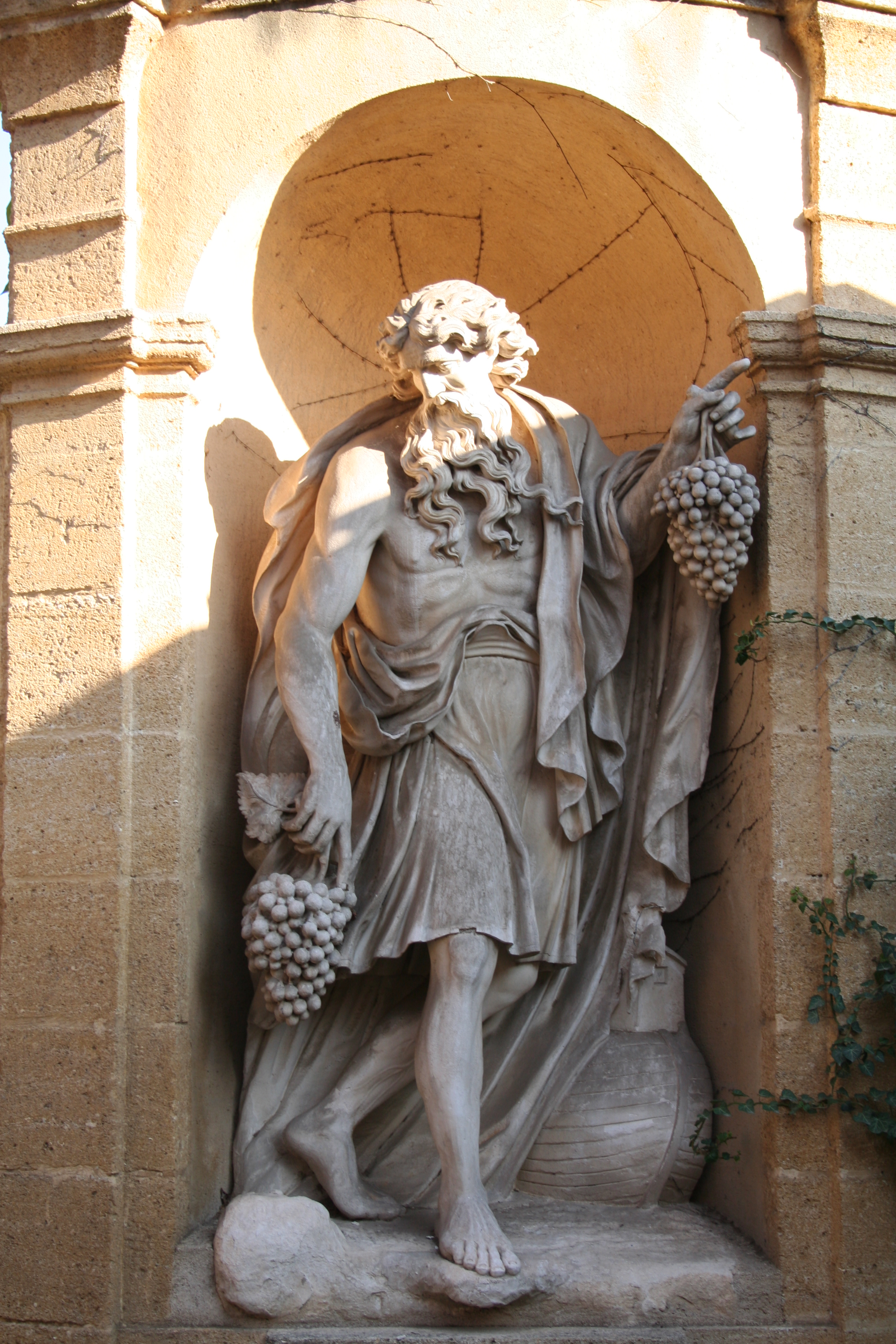
Noé le patriarche
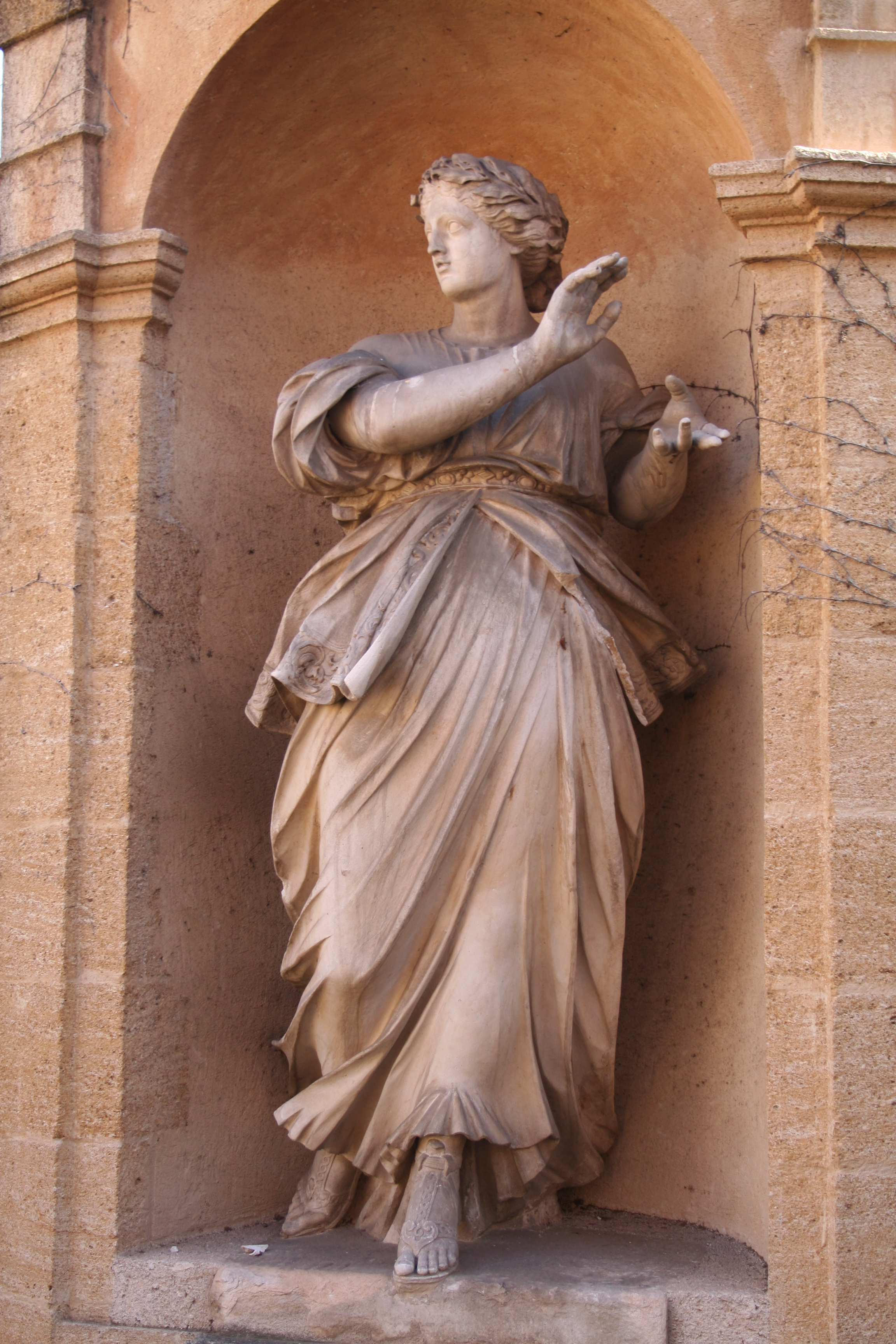
Myriam ou Marie sœur de Moïse et d'Aaron
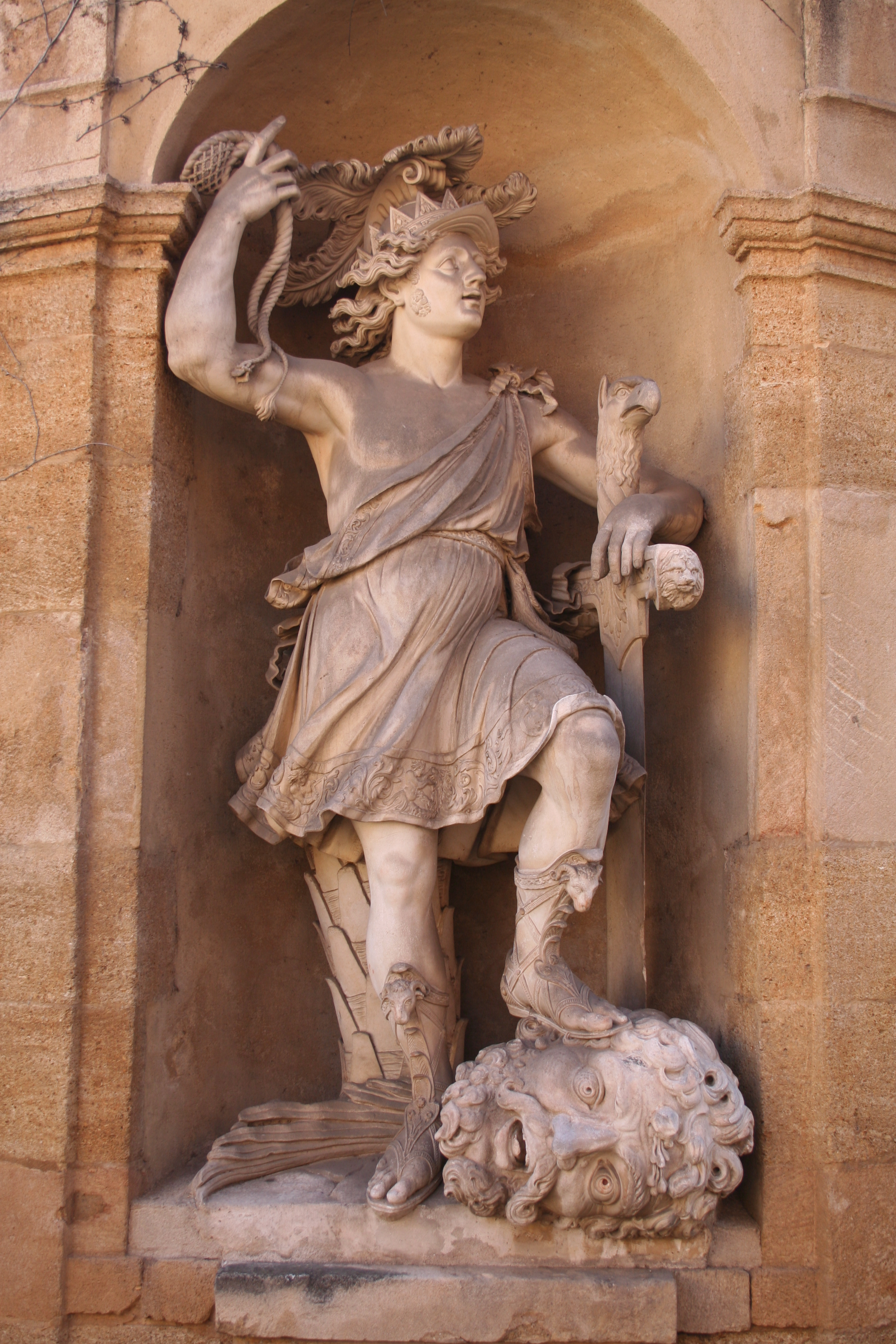
David vainqueur de Goliath le géant
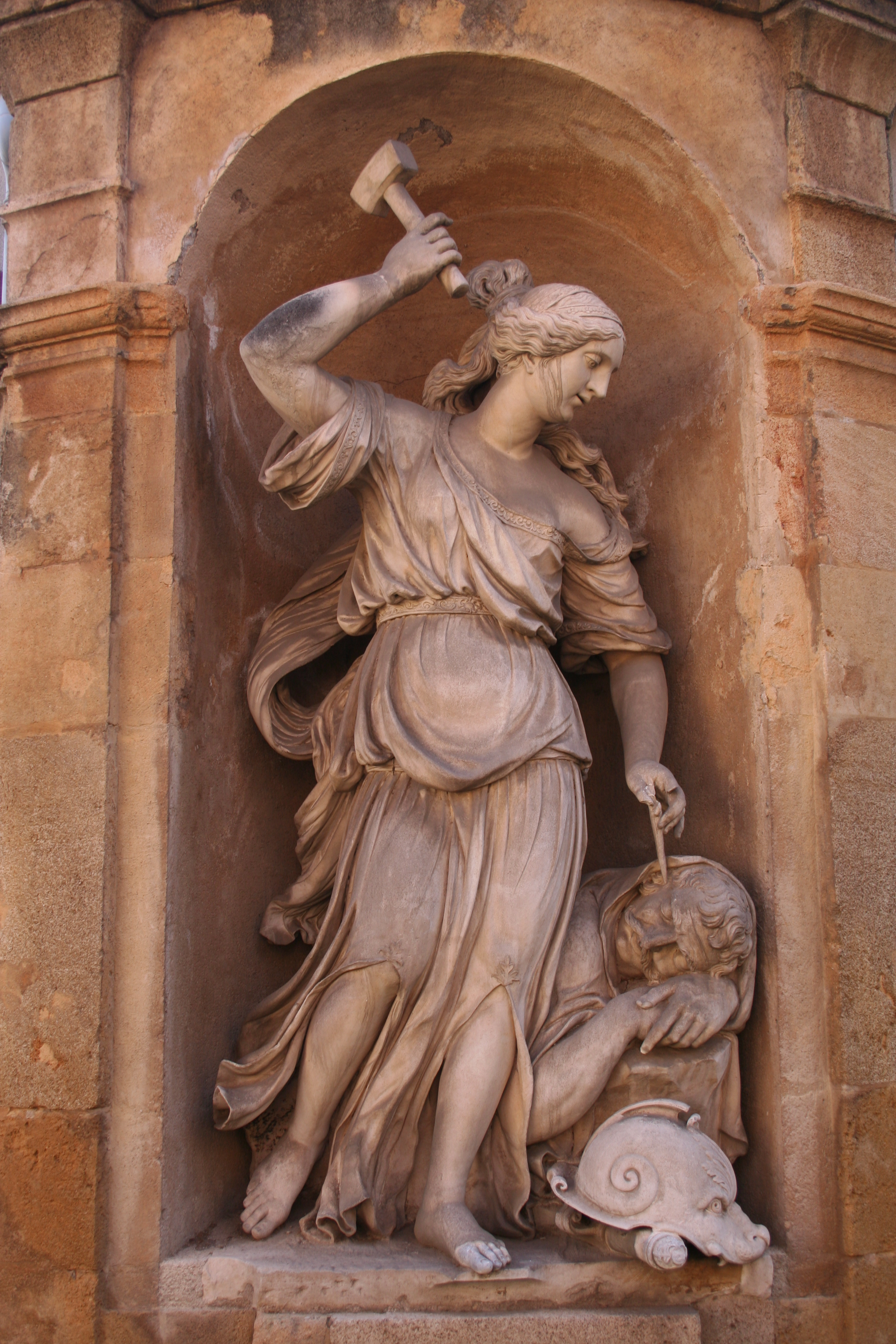
Yaël ou Jael tuant Siséra
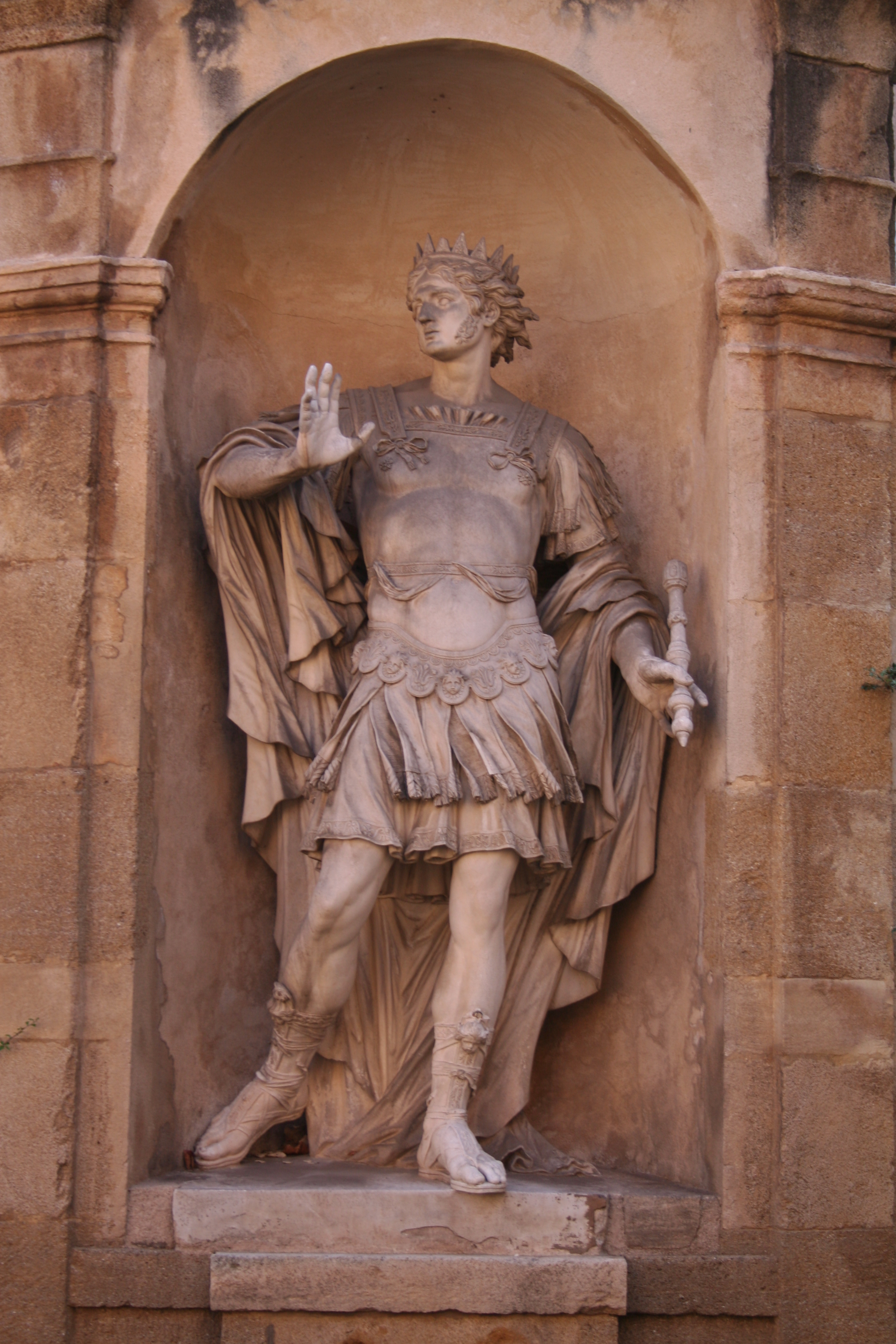
Salomon fils de David
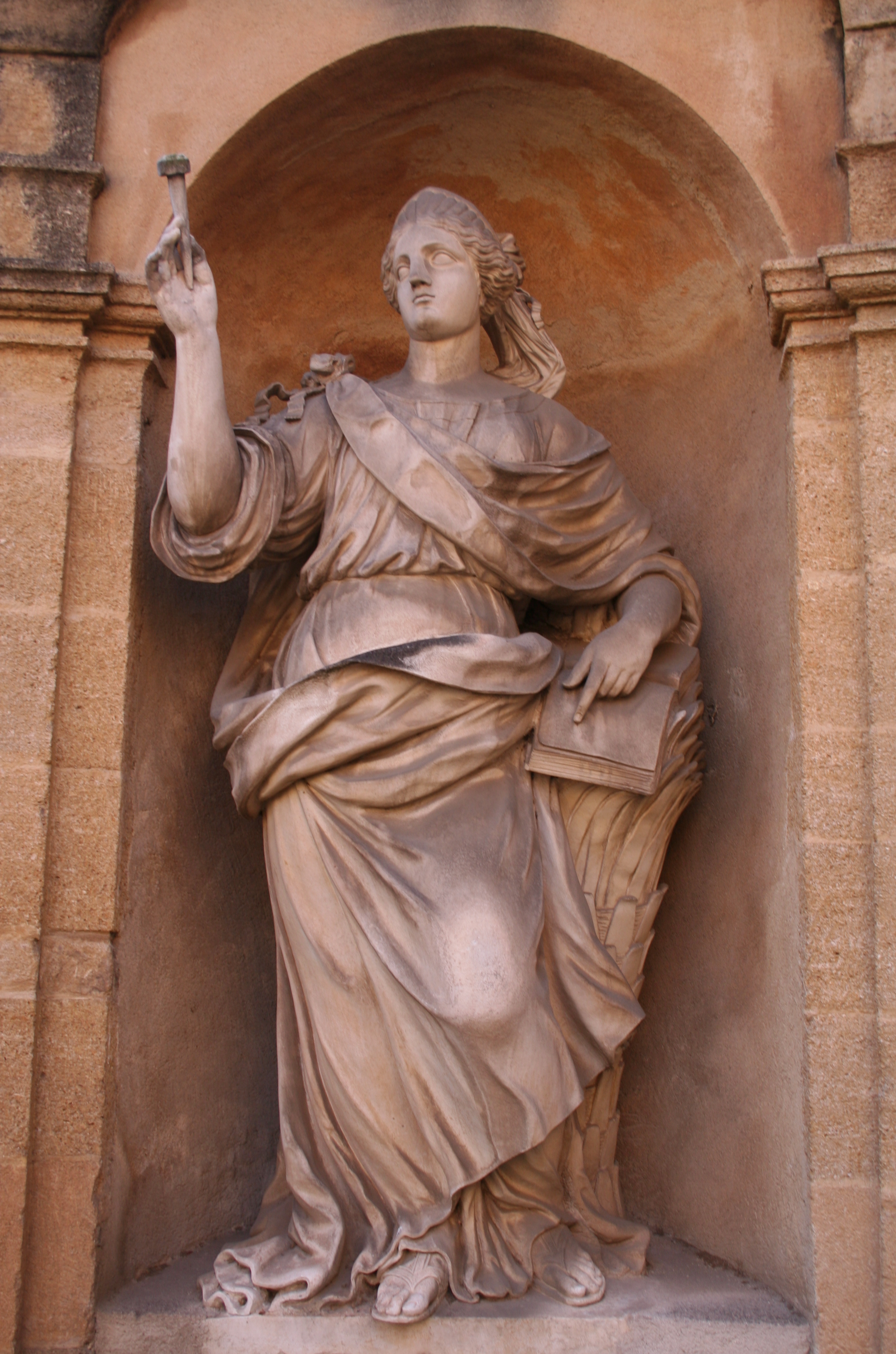
Déborah prophétesse et juge
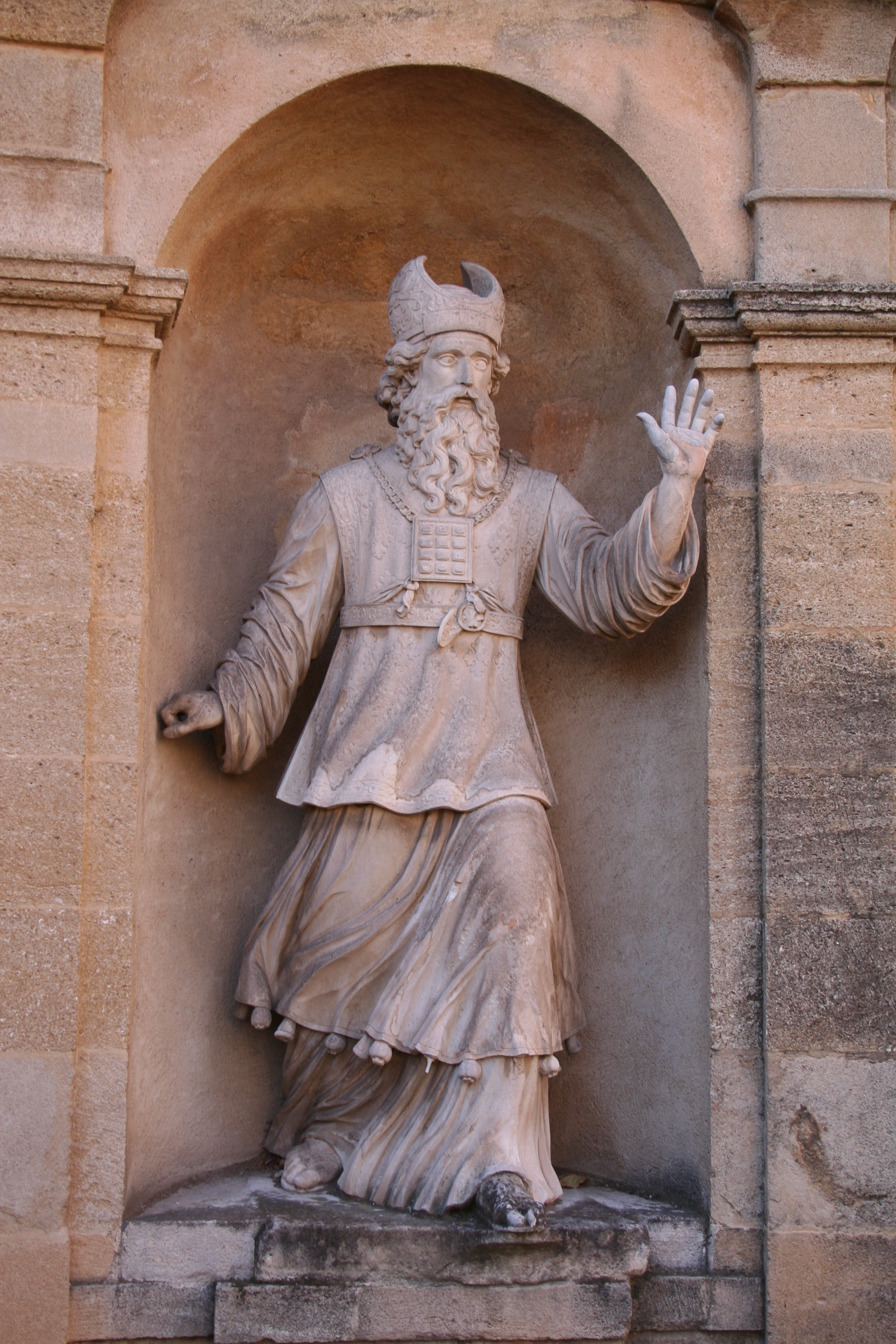
Aaron le grand prêtre